# Lietuvos Taurė 2011-2012
La Coppa di Lituania 2011-2012 (in lituano Lietuvos Taurė) è stata la 23ª edizione del torneo. La competizione è iniziata il 5 luglio 2011 e si è conclusa il 20 maggio 2012. Lo Žalgiris ha vinto il trofeo per la sesta volta.

## Terzo turno
Le partite si sono giocate tra il 23 agosto e il 9 settembre 2011.
| Squadra 1        | Risultato         | Squadra 2          |
| ---------------- | ----------------- | ------------------ |
| Venta Kuršėnai   | 5 – 2             | Sakuona Plikiai    |
| Granitas Vilnius | 2 – 1             | 91 United Kaunas   |
| Bekentas Vilnius | 3 – 0             | Visas Labas Kaunas |
| Vilnius          | per ritiro        | Baltai Kaišiadorys |
| Rokiškis         | 1 – 3 (dts)       | Šilutė             |
| Jambo Klaipėda   | 0 – 0 (3 – 2 dtr) | Aktas Vilnius      |
| Minija Kretinga  | 1 – 4             | Trakai             |
| Fortas Kaunas    | 1 – 2             | Polonia Vilnius    |

## Quarto turno
Le partite si sono giocate il 27 e il 28 settembre 2011.
| Squadra 1        | Risultato   | Squadra 2        |
| ---------------- | ----------- | ---------------- |
| Jambo Klaipėda   | 2 – 1       | Atletas Kaunas   |
| Lifosa Kėdainiai | 7 – 2       | Venta Kuršėnai   |
| FBK Kaunas       | 3 – 0       | Granitas Vilnius |
| Trakai           | 0 – 4       | Atlantas         |
| Mažeikiai        | 3 – 1 (dts) | Dainava Alytus   |
| Lietava Jonava   | 0 – 1       | Vilnius          |
| Šilutė           | 0 – 1       | Nevėžis          |
| Bekentas Vilnius | 0 – 2       | Polonia Vilnius  |

## Quinto turno
Le partite si sono giocate il 18 e il 19 ottobre 2011.
| Squadra 1        | Risultato         | Squadra 2       |
| ---------------- | ----------------- | --------------- |
| Lifosa Kėdainiai | 5 – 1             | Klaipėda        |
| FBK Kaunas       | 5 – 0             | Jambo Klaipėda  |
| Banga Gargždai   | 9 – 1             | Polonia Vilnius |
| Kruoja           | 1 – 1 (5 – 4 dtr) | Mažeikiai       |
| Sūduva           | 9 – 0             | Atlantas        |
| Tauras           | 1 – 2             | Vilnius         |
| Ekranas          | 2 – 0             | Nevėžis         |
| Šiauliai         | 0 – 1             | Žalgiris        |

## Quarti di finale
Le partite si sono giocate il 2 novembre 2011.
| Squadra 1        | Risultato         | Squadra 2      |
| ---------------- | ----------------- | -------------- |
| Kruoja           | 1 – 2 (dts)       | Ekranas        |
| Lifosa Kėdainiai | 1 – 7             | Vilnius        |
| FBK Kaunas       | 0 – 3             | Sūduva         |
| Žalgiris         | 0 – 0 (5 – 4 dtr) | Banga Gargždai |

## Semifinali
Le partite d'andata si sono giocate l'11 aprile 2012, quelle di ritorno il 25 aprile.
| Squadra 1 | Totale      | Squadra 2 | Andata | Ritorno |
| --------- | ----------- | --------- | ------ | ------- |
| Vilnius   | 0 – 4       | Ekranas   | 0 – 2  | 0 – 2   |
| Žalgiris  | 2 – 2 (gfc) | Sūduva    | 1 – 0  | 1 – 2   |

## Finale
| Marijampolė 20 maggio 2012, ore 16:00 UTC+3                                                                        | Žalgiris Vilnius     | 0 – 0 (d.t.s.) referto                | Ekranas | Sūduva Stadium |
| \| \| \| \| \| Komolov Skerla Grgurović Kuklys \| Tiri di rigore 3 – 1 \| Radavičius Kučys Kavaliauskas Urdinov \| |                      |                                       |         |                |
| |                      |                                       |         |                |
| Komolov Skerla Grgurović Kuklys                                                                                    | Tiri di rigore 3 – 1 | Radavičius Kučys Kavaliauskas Urdinov |         |                |